# Solačka Sena
Solačka Sena (cyr. Солачка Сена) – wieś w Serbii, w okręgu pczyńskim, w gminie Vladičin Han. W 2011 roku liczyła 75 mieszkańców.